# スティーマー・ベイ (護衛空母)
スティーマー・ベイ (USS Steamer Bay, CVE-87) は、アメリカ海軍の護衛空母。カサブランカ級航空母艦の33番艦。艦名はアラスカ州南東部エトリン島のスティーマー湾 (北緯56度9分59.8秒 西経132度42分23.2秒 / 北緯56.166611度 西経132.706444度) に由来する。

## 艦歴
「スティーマー・ベイ」は1943年12月4日にワシントン州バンクーバーのカイザー造船所で起工する。1944年2月26日にヘンリー・S・ケンダル夫人によって進水し、1944年4月4日にステッドマン・テラー艦長の指揮下で就役した。
ピュージェット湾での海上公試の後、「スティーマー・ベイ」は5月2日にサンディエゴへ向けて出航した。第61海兵航空団の兵員および航空機を搭載すると、14日にニューヘブリディーズ諸島へ向けて出航する。30日にエスピリトゥサント島に到着、航空機と兵員を降ろすと6月2日に帰途に就く。6月20日から7月19日まで西海岸に留まり、298名の海兵隊員と72機の航空機を搭載すると再びマーシャル諸島へ向けて出航した。
「スティーマー・ベイ」は8月1日にマジュロに到着し、積み荷と乗客を降ろす。その後真珠湾に向かい、補充航空機の運送艦として第3艦隊（ウィリアム・ハルゼー大将）に加わる。72機の航空機が搭載された。8月21日にマヌス島のゼーアドラー湾に向けて出航した。続く2ヶ月半にわたって第38任務部隊（マーク・ミッチャー中将）に対しての補充の航空機およびパイロット運搬を担当し、パラオ、フィリピンへの攻撃作戦の支援を行った。11月15日から12月5日までは真珠湾で修理および訓練を行い、1944年12月17日にゼーアドラー湾に戻る。第77.4任務群、サン・ファビアン空母グループに配属されると、1945年1月1日に出撃した。
フェリックス・スタンプ少将指揮する6隻の護衛空母から成るタフィー2は、リンガエン湾上陸作戦を支援した。1945年1月の第1週にリンガエン湾からスールー海、南シナ海へと航行する間、部隊は数多くの敵機による攻撃に遭遇した。6隻の護衛空母の内、「オマニー・ベイ (USS Ommaney Bay, CVE-79) 」は1月4日に特攻機による攻撃で大破、沈没した。翌日には「マニラ・ベイ (USS Manila Bay, CVE-61) 」および「サボ・アイランド (USS Savo Island, CVE-78) 」は大きく損傷する。上陸作戦中護衛空母群は1,400回以上の出撃を行い、地上部隊を支援した。スティーマー・ベイは第7艦隊（トーマス・C・キンケイド中将）と共にフィリピン海域に留まり、1月31日にウルシー環礁へ帰還した。
2月5日から10日までウルシー環礁に停泊した後、第5艦隊（レイモンド・スプルーアンス大将）と共に硫黄島攻略に向けて出航する。「スティーマー・ベイ」は他の4隻の護衛空母と共に、2月16日に作戦担当区域である硫黄島西方50カイリの海域に到着した。その任務は2月19日の作戦当日までに小笠原諸島の日本軍基地を無力化することと、作戦当日の海兵隊上陸部隊に対する航空支援、直接支援を行うことであった。
「スティーマー・ベイ」は3月7日に戦場を離脱し、12日にレイテ島のサンペドロ湾に到着した。3月27日に沖縄へ向けて出航し、4月1日の朝に沖縄本島南部の作戦海域に到着する。その後5月26日まで沖縄海域に留まり、修理のためグアムのアプラ港に向かった。6月10日に宮古島東方の第3艦隊への合流を命じられ、先島諸島の日本軍基地への攻撃を支援する。6月14日から22日まで航空攻撃を支援し、その後ウルシー環礁へ向かった。
「スティーマー・ベイ」は7月3日にウルシー環礁を出航し、日本本土に対する攻撃を行う高速空母部隊（ジョン・S・マケイン・シニア中将）の補給支援グループの援護を行う。7月20日に部隊から分離し、グアムおよび真珠湾を経由して8月10日にサンディエゴに到着した。
日本が降伏した8月15日、「スティーマー・ベイ」は修理のためドックに入渠中であった。艦内には帰還兵のための寝棚が取り付けられ、9月28日に真珠湾を出航、「魔法の絨毯」作戦に参加する。
「スティーマー・ベイ」は1946年2月4日に太平洋予備役艦隊に配属され、ワシントン州タコマに係留された。1947年1月に予備役となり、1955年6月12日にCVHE-87（護衛ヘリ空母）に艦種変更された。1959年3月1日に除籍され、1959年8月29日にイリノイ州シカゴのハイマン＝マイケルズ社にスクラップとして売却された。
「スティーマー・ベイ」は第二次世界大戦の戦功で6つの従軍星章を受章した。